# 右江日报
《右江日报》，是由中华人民共和国广西百色右江日报社发行的一份报纸。该报最早是中国工农红军最早创办的一张铅印报纸，也是红七军政治部的机关报。

## 历史
1929年11月5日，为了准备和发动百色起义，中共广西前委在右江百色陈豪人（后任红七军政治部主任）的驻地清风楼创办了《右江日报》，社址为百色仁寿街，由红七军政治部秘书处长佘惠任报社负责人和主要撰稿人，编辑工作由红七军第一纵队宣传科科长赵秉寿等负责。审阅稿件由红七军政治部主任陈豪人、第二纵队政治部主任袁任远和佘惠等人负责。
1930年10月，红七军撤离百色，《右江日报》停刊。现存的唯一的一张报纸，是1929年12月13日第44期《右江日报》。
1958年和1981年，随着前红七军领导人邓小平的落与起，《右江日报》曾先后两次复刊，也算是报届一奇。
目前的《右江日报》，由周六刊恢复为周七刊，报刊题头为前红七军军长张云逸书写。是首批实现数字化和网络化的地区党报。

## 外部連結
- 右江日报（页面存档备份，存于）